# Tadeusz Borowski
Pour les articles homonymes, voir Borowski.
Tadeusz Borowski, né le 12 novembre 1922 à Jytomyr en Ukraine et mort le 3 juillet 1951  à Varsovie, est un écrivain et journaliste polonais, survivant des camps de concentration d’Auschwitz et de Dachau.

## Biographie
Il naît dans la communauté polonaise de Jitomir, en Ukraine soviétique d'alors. Ses parents sont victimes de la psychose de chasse aux espions en URSS à la fin des années 1920 et envoyés dans des camps du Goulag. En 1932, grâce aux efforts de la Croix-Rouge polonaise, lui et son frère sont rapatriés en Pologne et s’installent à Varsovie. Les parents libérés des camps soviétiques les y rejoignent.
Durant l’occupation allemande, il finit ses études secondaires et commence des études de littérature à l’université clandestine de Varsovie. Pendant cette période, il publie ses premiers poèmes et nouvelles dans le mensuel clandestin Droga. En 1943, il est arrêté par les Allemands et envoyé dans le camp de concentration d’Auschwitz. Il est ensuite transféré au Natzweiler-Struthof, puis à Dachau. Il décrira son expérience de la vie des camps allemands ensuite dans « l'Adieu à Maria » et « Le Monde de pierre ». Libéré par les Américains, il reste quelque temps en Allemagne, à Munich, puis rentre en Pologne en 1946.
Il commence à écrire de la prose puisque selon lui les poèmes ne pouvaient plus exprimer ce qu’il avait à dire. Il publie alors une série de nouvelles sous le titre Pożegnanie z Marią (Au revoir Maria) publiées dans Odrodzenie. Il adhère aussi au Parti ouvrier unifié polonais (PZPR) et écrit plusieurs pamphlets politiques, pensant que seul le communisme peut sauvegarder l’humanité des atrocités comme Auschwitz. En 1950, il reçoit le Prix national de la littérature.
Très vite néanmoins, Borowski perd ses illusions vis-à-vis du nouveau régime polonais. Ses amis sont emprisonnés et torturés par les communistes (cf. UB). À l’âge de 28 ans, il se suicide en ouvrant le gaz à son domicile, alors que sa femme vient de donner naissance à une fille. Son suicide est un choc que l'on peut comparer à celui de Maïakovski vingt et un an plus tôt. Il était lui aussi le plus grand espoir de la littérature polonaise. C'est pourquoi les critiques soulignent l'importance de prendre en compte la biographie de l'auteur avant d'aborder son œuvre.

## Récits d'Auschwitz
Les récits les plus célèbres de Borowski sont « l'Adieu à Maria » et « Le Monde de pierre » publiés en Pologne en 1948. Ils ont suscité de nombreuses critiques du côté catholique dans son pays. Borowski s'y montre cynique, amoral et nihiliste. Mais c'est précisément dans son aspect iconoclaste que réside, selon Agnieszka Grudzińska, la plus grande originalité de son œuvre. Son état d'esprit ne correspond nullement à celui de la Pologne au sortir de la guerre : dévastée, exsangue mais fière de son attitude face à l'occupant . La controverse entre Borowski et Zofia Kossak-Szczucka auteure de mémoires du temps qu'elle a passé à Auschwitz est exemplative. Cette dernière est catholique et Borowski lui reproche de créer une réalité mythique et sentimentale qui n'existe pas selon lui. Il considère Auschwitz comme le mal absolu alors que Zofia Kossak parvient à y discerne une organisation capable de fonctionner de manière compréhensible. Sa religion catholique lui permet de regarder la réalité et de l'embellir . Borowski viole le tabou polonais du glorieux patriote sacrificiel mourant pour sa patrie. Borowski provoque un véritable mal-être moral chez le lecteur, une dérangeante confusion entre le bourreau et la victime, en s'abstenant de jugement moral et de commentaires. Les personnages sont d'un égoïsme extrême, des réflexes primitifs de survie gouvernent tous les rapports même entre les prisonniers . Le constat de l'inutilité du système de valeur élaboré par la morale judéo-chrétienne permet à Borowski de généraliser le comportement du genre humain de tout temps. Cette antiquité n'était qu'un vaste camp de concentration ... Te souviens tu comme j'aimais Platon ? Aujourd'hui je sais qu'il mentait . La prose de Borowski, selon Agnieszka Grudzińska devance de plusieurs années celle de Zygmunt Bauman. La Shoah était l'une des possibilités inhérentes à la rationalité moderne. Ce n'était pas une pathologie étrangère à l'humanité mais une « normalité » dans le sens d'un aller vers un modèle parfait de notre civilisation. De nombreux passages du Monde de pierre illustrent la pensée de Bauman. Le style de Borowski est cru, brutal, bestial, dépourvu de fioritures. Il projette le lecteur dans un monde qui n'a pas de lien avec sa perception « normale ». La réalité d'Auschwitz placée du côté de l'absurde, de l'anormal du déformé peut être rattachée à la catégorie du grotesque. Le grotesque de notre propre monde transfiguré de manière inattendue et absurde. Les traits sont grossis, exagérés, les images évoquées sont incongrues. Il peut être classé dans une catégorie du grotesque qui loin de mener à une libération consolatrice mène à l'angoisse de la descente aux Enfers.